# Danilo Terpilo
Danilo Ilkovich Terpilo (en ruso: Даниил Ильич Терпило; en ucraniano: Данило Ількович Терпило; nacido el 16 de diciembre según el calendario juliano o el 28 de diciembre según el gregoriano, en 1886, en Trypillia-muerto a finales de noviembre de 1919, en Stritivka), fue un importante atamán de cosacos en la actual Ucrania durante la Revolución rusa. Fue conocido por realizar numerosos pogromos.

## Primeros años
Educado en la escuela de la localidad donde nació, Trypillia, en la gubérniya de Kiev, se esperaba que se convirtiera en profesor. en 1905 se unió a los socialistas revolucionarios, organizando la célula de su distrito. Fue arrestado al año siguiente por las autoridades zaristas. Liberado después de tres meses, fue nuevamente apresado el 22 de septiembre de 1908 y condenado a Arcángel pero recibió una amnistía en 1913. En 1914 combatió en la Primera Guerra Mundial como funcionario en 35º Cuerpo del Ejército. Retornado del frente en 1917 se dispuso desde la Revolución de Febrero a crear las redes de poder, influencia, recursos y seguidores que le permitirían combatir en los años siguientes. A finales de año se unió al Partido Laborista Social-Demócrata Ucraniano (Украї́нська соціа́л-демократи́чна робітни́ча па́ртія).

## Guerra Civil Rusa
En marzo de 1918 empezó a servir como oficial de las fuerzas leales a la Rada Central Ucraniana. Posteriormente, en noviembre, se enfrentaría al gobierno títere de los alemanes y austrohúngaros, el Hetmanato, a favor de Simon Petliura en la zona de Kiev, ocupando la ciudad en el 14 de diciembre con la división Dnipro, de 3.000 hombres. Sin embargo, una vez victorioso, Petliura le ordenó disolver su división y el atamán respondió sublevándose el 22 de enero de 1919. El 8 de febrero se convertía en aliado de los bolcheviques, que avanzaban al oeste, recibiendo armas y refuerzos. Anteriormente había negociado con los blancos, pero no había llegado a acuerdo alguno.
Era llamado Otaman Zelený (Ота́ман Зелений), en ucraniano «Atamán Verde» de los «cosacos libres». Era su nom de guerre, elegido específicamente para unir su lucha nacionalista con el campesinado.
En esos años las ideologías utópicas de todo tipo estaban en boca de todos, era fácil para líderes carísmaticos como Terpilo levantar ejércitos de campesinos mal armados y poco disciplinados pero capaces de causar graves daños a sus enemigos. Contando con un mayor conocimiento del terreno y el apoyo popular, podían armar partidas para atacar un objetivo específico, vencer a una fuerza bien organizada y después dispersarse según las circunstancias. La injerencia de los rojos en su estructura de mando, en cuanto estos entraron en Kiev, le llevó a la deserción. Los comunistas habían intentado una colectivización del campo, lo que fue un tremendo error. Apenas pasaban dos meses de gobierno en Ucrania y ya numerosas partidas autónomas les combatían al mando de sus propios atamanes, fenómeno conocido como «atamanóvschina». Destacaban Terpilo con sus 15.000 hombres en los campos de Kiev, Néstor Majno en el sudeste del país y Nikífor Grigóriev en el centro. También había numerosos dirigentes menores.
Declarado como proscrito el 25 de  marzo, en abril inició su guerra contra los bolcheviques en la región de Chernígov. Entre el 8 y 10 de abril organizó y armó la sublevación de los vecinos del suburbio de Kurenívske, en Kiev, contra los rojos, apoderándose brevemente de la ciudad. La superioridad numérica de sus enemigos pronto se hizo sentir y en mayo debió retirarse al oeste del río Dniéper para unir fuerzas con Grigóriev. En la noche del 26 al 27 de junio sus fuerzas expulsaron de Trypillia a los bolcheviques, haciéndose con el control de la región alrededor de Kiev pero de ninguna gran ciudad. Se estima que los campesinos rebeldes eran a finales de la primavera de 1919 más de 45.000 (7.000 con Terpilo). Los comunistas prefirieron enviar a contingentes de internacionalistas y rusos a enfrentarlos, ya que no confiaban en sus reclutas ucranianos. Solemnemente, el 15 de julio, declaró abolido el Tratado de Pereyáslav. El 31 de agosto, el general blanco Antón Denikin tomaba Kiev lo que le obligaba a reconciliarse con Petliura al mes siguiente. El 11 de octubre sus guerrillas toman brevemente la capital ucraniana. Para esos momentos manda más de 20.000 combatientes.
Finalmente, fue gravemente herido en combate con los blancos cerca de Kániv, muriendo cuando era trasladado a Trypilia. Su tumba se perdió con el correr de los años.